# Schackenthal
Schackenthal este o comună în Saxonia-Anhalt, Germania